# Leichtathletik-Weltmeisterschaften 2013/Teilnehmer (El Salvador)
| Gelbes Symbol für Goldmedaillen mit stilisierten Olympischen Ringen | Graues Symbol für Silbermedaillen mit stilisierten Olympischen Ringen | Braundes Symbol für Bronzemedaillen mit stilisierten Olympischen Ringen |
| ------------------------------------------------------------------- | --------------------------------------------------------------------- | ----------------------------------------------------------------------- |
| —                                                                   | —                                                                     | —                                                                       |

Der Leichtathletik-Verband El Salvadors stellte einen Teilnehmer bei den Leichtathletik-Weltmeisterschaften 2013 in der russischen Hauptstadt Moskau.

## Ergebnisse

### Männer

#### Laufdisziplinen
| Athlet            | Disziplin   | Vorlauf | Vorlauf | Halbfinale | Halbfinale | Finale | Finale |
| Athlet            | Disziplin   | Zeit    | Platz   | Zeit       | Platz      | Zeit   | Platz  |
| ----------------- | ----------- | ------- | ------- | ---------- | ---------- | ------ | ------ |
| Émerson Hernández | 50 km Gehen |         |         |            |            | DSQ    | DSQ    |